# Benji (Chinese historiografie)
Benji of Ben ji (Annalen, letterlijk: 'belangrijkste vermeldingen') zijn de keizerlijke biografieën zoals die staan vermeld aan het begin van elke standaardgeschiedenis van de Chinese keizerlijke dynastieën. De benji worden in de latere dynastieke geschiedenissen ook wel diji of eenvoudig ji genoemd. De vorm van benji, geschiedschrijving in de vorm van annalen, wordt in de Chinese historiografie biannianti genoemd, maar omdat de benji in de dynastieke geschiedenissen steeds gecombineerd werden met andere vormen van geschiedschrijving (zoals liezhuan, exemplarische overleveringen) kreeg deze combinatie van vormen een andere benaming, jizhuanti.

## Kenmerken
De benji geven een strikt chronologisch overzicht van de belangrijkste gebeurtenissen die tijdens de regering van een keizer hebben plaatsgevonden. Die zaken worden uitsluitend beschreven vanuit het standpunt van het hof. De benji hebben drie gemeenschappelijke kenmerken: 
- het zijn annalen met een strikt chronologische opbouw.
- de keizer is de enige handelend persoon.
- er worden alleen staatszaken beschreven.

Zij bieden dus geen volledig portret van de beschrevene en zijn dan ook géén biografieën in strikte zin.
In de standaardgeschiedenissen bezit elke keizer een benji. Er is slechts één uitzondering. Sima Qian schreef in zijn Shiji geen kroniek voor keizer Yidi (義帝). Die was in 206 v. Chr, gedurende de strijd die volgde op de val van de Qin-dynastie, door generaal Xiang Yu (項羽) tot keizer benoemd. Dat zijn positie volkomen machteloos was bleek toen Xiang Yu op eigen titel het voormalige Qin-rijk begon te verdelen zonder de keizer daar ook zelfs voor de vorm bij te betrekken. Sima Qian beschouwde Yidi dan ook niet meer dan een marionet van Xiang Yu. In plaats van de keizer kreeg de generaal zijn eigen benji (juan 7). Dit was opmerkelijk binnen de confucianistische traditie. Overigens werd de biografie van Xiang Yu in de Hanshu (Standaardgeschiedenis van de Westelijke Han-dynastie) weer verplaatst naar de liezhuan, de in rang lagere niet-keizerlijke biografieën.
Zowel in de Shiji als in de Hanshu kreeg één keizerin een eigen benji. Dat was Lü Zhi, omdat zij (met haar familie) tussen 195 en 180 v.Chr. de feitelijke macht uitoefende. Ban Gu, samensteller van de Hanshu, maakte daarbij wel onderscheid tussen staatszaken en haar andere activiteiten. Alleen de eerste categorie gebeurtenissen werd in haar benji opgenomen, de andere zaken kwamen terecht in haar liezhuan. In de Houhanshu, het boek van de Oostelijke Han, werden biografieën van een groot aantal keizerinnen in het onderdeel benji opgenomen. Dit gold ook voor hen die verder geen politieke positie hadden bekleed. Hun biografieën werden geplaatst na de biografieën van de keizers.
In de Weishu, (de standaardgeschiedenis van de Wei), de Jinshu (die van de Jin-dynastie) en de Yuanshi (die van de Yuan-dynastie) werden vóór de biografieën van de daadwerkelijke keizers de benji van hun voorouders geplaatst.